# Paul G. Comba
Paul G. Comba un astrònom italià que viu als EUA.
Va néixer el 1926 a Itàlia i va anar a viure als Estats Units d'Amèrica el 1946 als 20 anys gràcies a una beca de Caltech amb la que va assolir el doctorat en matemàtiques el 1951. Després de la seva graduació va ser contractat per la Universitat de Hawaii fins al 1960, quan va anar a IBM com a programador de software.
És un reconegut especialista en asteroides i té reconegudes fins a 498 descobriments fins al 2006. També és conegut per a la Multiplicació de Comba, un algorisme per multiplicar amb programació basat en grans multiplicacions amb paper i llapis. . El 2003 va guanyar el premi Leslie C. Peltier per la seva contribució a l'astronomia .
És autor en la Astronomical League's Asteroid Club Observing Guide  Arxivat 2006-05-06 a Wayback Machine., i actualment és membre del Prescott Astronomy Club. Arxivat 2006-10-30 a Wayback Machine. Arxivat 2006-10-30 a Wayback Machine.